# Äthergaslampe
Die Äthergaslampe oder Lüdersdorffsche Dampf- oder Gaslampe wurde 1834 von Friedrich Wilhelm Lüdersdorff in Berlin erfunden und gibt ein blendend weißes Licht ab. Das Leuchtmaterial ist der so genannte Leuchtspiritus, eine Mischung von rektifiziertem Terpentinöl mit vier Raumteilen Weingeist. Diese Mischung verwandelt sich durch geringe Wärme in Camphingas und brennt mit sehr heller Flamme ohne zu rußen. Diese Dampflampe weicht in ihrer Konstruktion von allen anderen Lampen dadurch ab, dass der Brennstoff in einem geschlossenen metallenen Behälter verdampft, die Dämpfe aber durch eine Anzahl kleiner Löcher ausströmen und hier verbrennen.

## Aufbau und Funktion
Der Brenner besteht in einer Röhre aus Messing, etwa von der Breite eines kleinen Fingers und ist durch einen Docht ganz ausgefüllt, der allerdings nicht zum Anzünden bestimmt ist. Das untere Ende dieses Dochtrohres reicht in den Behälter hinein, der den Leuchtspiritus enthält; das andere Ende dagegen, aus welchem der Docht ein wenig hervorsteht, reicht in eine genau anschließende messingene Kapsel, die oben in einem massiven Knopf endet und im Kreise herum mehrere kleine Löcher enthält. Hat sich der Leuchtspiritus bis zum oberen Ende des Dochts herausgezogen, so erhitzt man mit einem Streichholz oder einem Licht den Knopf des Brenners, worauf alsbald die Verdampfung des Leuchtspiritus’ in dem Docht beginnt, der gebildete Dampf aus den Löchern strömt, sich entzündet und ebenso viele Flämmchen bildet. Es ist von nun an nicht mehr nötig, den Knopf zu erhitzen, da die Flämmchen die zur weiteren Dampfbildung nötige Hitze liefern. Hierbei tritt eine Selbstregulierung ein, denn da die Löcher des Brenners horizontal gebohrt sind, erhalten auch die Flämmchen zuerst eine horizontale Richtung, wogegen sie, wie jede Flamme, aufwärts streben.
Ist die Dampfentwicklung im Brenner langsam, so findet auch das Ausströmen der Dämpfe nur langsam statt und die Flammen nehmen eine sich der vertikalen annähernde Richtung an, wodurch sie dem Knopf sehr nahe kommen und ihn bedeutend erhitzen. Die Folge dieser stärkeren Erhitzung ist vermehrte Dampfbildung, also rascheres Ausströmen der Dämpfe und daraus folgend eine horizontalere Richtung der Flämmchen, wodurch sie vom Knopf weiter entfernt werden und ihm weniger Hitze abgeben. Durch diese Selbstregulierung tritt bald ein Zustand des Gleichgewichts zwischen der Erhitzung des Brenners und der Dampfentwicklung ein, sodass die Flammen eine bestimmte Größe und Richtung annehmen, mit welcher sie ziemlich ruhig fortbrennen. Statt mehrerer im Kreise angebrachter Löcher kann man dem Brenner auch andere Formen und anders verteilte Löcher geben, zum Beispiel in der Art, dass eine Anzahl Flämmchen pyramidenartig übereinander brennen. Um in diesem Fall die Hitze der Flammen auf den Brenner zu übertragen, enthält dieser in der Nähe eines jeden Lochs ein vorstehendes massives Stück Messing. Diese Lampen, ausgezeichnet durch reine, klare Flämmchen, werden besonders zur verzierenden Beleuchtung benutzt. Damit die Flammen beim Umhertragen der Lampen nicht so leicht verlöschen, lässt man eine Anzahl solcher Flämmchen unter einem Zugglas brennen. Es ist versucht worden, die Brenner der Dampflampe in Lampen für fettes Öl anzuwenden, und solche Lampen wären dann eigentliche Ölgaslampen.

## Quelle
- Pierer’s Universal-Lexikon, Band 10. Altenburg 1860, S. 64–70.